# ハリー・アンドリュース
ハリー・アンドリュース（Harry Fleetwood Andrews CBE、1911年11月10日 - 1989年3月6日）は、イングランドの俳優。ケント州トンブリッジ出身。第二次世界大戦中は陸軍に砲兵として所属していた。
父も俳優。5人兄弟の末子。戦後、除隊して英国内外の劇場でシェイクスピア劇の舞台に立つ。
1965年、『丘』と『華麗なる激情』でナショナル・ボード・オブ・レビュー賞 助演男優賞を受賞した。
1989年3月6日、77歳で死去。

## 主な出演作品
- 赤いベレー The Red Beret / Paratrooper (1953)
- 彩られし幻想曲 The Man Who Loved Redheads (1955)
- トロイのヘレン Helen of Troy (1955)
- アレキサンダー大王 Alexander the Great (1956)
- 白鯨 Moby Dick (1956)
- 韓国の丘 A Hill in Korea (1956)
- 聖女ジャンヌ・ダーク Saint Joan (1957)
- 恐怖の砂 Ice Cold in Alex (1958)
- 悪魔の弟子 The Devil's Disciple (1959)
- ソロモンとシバの女王 Solomon and Sheba (1959)
- 美女と詐欺師 A Touch of Larceny (1959)
- 虚偽の情報 A Circle of Deception (1960)
- 好敵手 The Best of Enemies (1961)
- バラバ Barabbas (1962)
- 脱走 The Inspector (1962)
- 暗殺5時12分 Nine Hours to Rama (1963)
- 北京の55日 55 Days at Peking (1963)
- ギャング情報 The Informers (1963)
- 633爆撃隊 633 Squadron (1964)
- 渚の青春 The Truth About Spring (1965)
- 丘 The Hill (1965)
- 華麗なる激情 The Agony and The Ecstasy (1965)
- カラハリ砂漠 Sands of the Kalahari (1965)
- 唇からナイフ Modesty Blaise (1966)
- 恐怖との遭遇 The Deadly Affair (1966)
- 将軍たちの夜 The Night of the Generals (1967)
- ジョーカー野郎 The Jokers (1967)
- 長い長い決闘 The Long Duel (1967)
- 謀略ルート Danger Route (1967)
- 明日に賭ける I'll Never Forget What's'isname (1967)
- 大侵略 Play Dirty (1969)
- 殺しのダンディー A Dandy in Aspic (1968)
- 遥かなる戦場 The Charge of the Light Brigade (1968)
- サファリ大追跡 The Southern Star (1969)
- 空軍大戦略 Battle of Britain (1969)
- 果てしなき慕情 A Nice Girl Like Me (1969)
- 燃える戦場 Too Late the Hero (1970)
- 嵐が丘 Wuthering Heights (1970)
- 妖精たちの森 The Nightcomers (1971)
- ニコライとアレクサンドラ Nicholas and Alexandra (1971)
- ラ・マンチャの男 Man of La Mancha (1972)
- ナイト・チャイルド Night Hair Child (1972)
- ファイナル・プログラム/インプット完了メシア創造の瞬間 The Final Programme (1973)
- シェイクスピア連続殺人 血と復讐の舞台 Theatre of Blood (1973)
- マッキントッシュの男 The MacKintosh Man (1973)
- 新ドミノ・ターゲット/恐るべき相互殺人 The Internecine Project (1974)
- スカイ・ライダーズ Sky Riders (1976)
- 青い鳥 The Blue Bird (1976)
- 王子と乞食 Crossed Swords (1977)
- エクウス Equus (1977)
- キャンドルシュー セント・エドモンドの秘宝 Candleshoe (1977)
- 大いなる眠り The Big Sleep (1978)
- 恐怖の魔力/メドゥーサ・タッチ The Medusa Touch (1978)
- ナイル殺人事件 (1978年の映画) Death on the Nile (1978)
- スーパーマン Superman (1978)
- ウォーターシップダウンのうさぎたち Watership Down (1978) アニメ映画、

声の出演
- 失われた航海 S.O.S. Titanic (1979) テレビ映画、日本では劇場公開
- ホーク・ザ・スレイヤー/魔宮の覇者 Hawk the Slayer (1980)
- ヴィクトリア Mesmerized (1986)